# Hans Wolfsteiner
Hans Jobst Wolfsteiner (* 29. November 1937; † 2. Juni 2021) war ein deutscher Jurist.

## Werdegang
Wolfsteiner studierte Rechtswissenschaften in Freiburg und München. In München legte er 1961 und 1964 die beiden Staatsexamen ab und war Wissenschaftlicher Assistent von Rudolf Pohle. Ab 1. Februar 1969 war er als Notar tätig, zunächst in Ebern, von 1970 bis zum 30. November 2007 in München. Während dieser Zeit bereitete er seine Promotion vor, die er 1977 abschloss. Seit 2007 war Wolfsteiner als Rechtsanwalt niedergelassen.
Neben seiner beruflichen Tätigkeit übernahm er mehrere ehrenamtliche Aufgaben. Er war von 1974 bis 1988 Vorsitzender des Landesschiedsgerichts der CSU. Die Standesinteressen vertrat er von 1990 bis 2006 im Präsidium des Bayerischen Notarvereins, darunter die letzten acht Jahre als 2. und 1. Vorsitzender. 1991 rückte er auch in das Präsidium des Deutschen Notarvereins auf, war vier Jahre Schatzmeister und zehn Jahre Vizepräsident.
Von ihm stammen zahlreiche rechtswissenschaftliche Veröffentlichungen.

## Ehrungen
- 2005: Ehrenpräsident des Deutschen Notarvereins
- Ehrenvorsitzender des Bayerischen Notarvereins
- Goldene Ehrennadel des Luftsportverbands Bayern
- 2010: Verdienstkreuz 1. Klasse der Bundesrepublik Deutschland